# V Brance (Plzeň)
V Brance je ulice v plzeňské části Újezd, v městském obvodě Plzeň 4. Spojuje Zábělskou ulici s náměstím Karla Panušky. Na západě jde podélně s ulicí Pod Rozhlednou, východně s ulicí Na Radlici. Ze západu do ulici vstupuje ulice Svatojirská, z východu Národní a Na Drážkách. Veřejná doprava prochází celou ulicí, obsluhuje zastávky Rozcestí Újezd a Svatojirská. Dopravní spoje vedou dále do Košutky, Bukovce, Červeného Hrádku, Chrástu, Doubravky a na centrální autobusové nádraží. V ulici se nachází autoservis.